# 강진읍성
강진읍성은 대한민국 전라남도 강진군 강진읍 남성리에 있는 삼국 시대의 읍성이다. 2005년 7월 13일 전라남도의 기념물 제233호로 지정되었다.

## 참고 자료
- 강진읍성 - 국가유산청 국가유산포털